# Andromeda XXIX
Andromeda XXIX is het 29ste sterrenstelsel dat ontdekt werd in de buurt van de Andromedanevel en is er wellicht een satellietstelsel van.
De ontdekking werd op 20 november 2011 door Eric F. Bell, Colin T. Slater en Nicolas F. Martin gepubliceerd in de Astrophysical Journal: Letters. Het werd ontdekt door gebruik te maken van Data Release 8 van de Sloan Digital Sky Survey. Het is waarschijnlijk een satelliet van de Andromedanevel en zou dan een van de satellieten met de grootste omloopbaan van Andromeda zijn. Dit zou ons informatie kunnen geven over hoe een satellietstelsel eruitziet voor het te dicht bij een groot melkwegstelsel komt.